# Юний Басс (префект Рима)
Ю́ний Басс по прозвищу Феотекний (лат. Iunius Bassus signo Theotecnius) — государственный деятель Римской империи середины IV века, префект Рима 359 года.
Родился в 317 году, его отцом был Юний Анний Басс, ставший в 331 году консулом и бывший в 318—331 годах префектом претория Италии.
На протяжении своей карьеры Юний Басс он был комитом и викарием Рима. В 359 году стал префектом Рима, но пробыл в должности совсем недолго, умерев 25 августа 359 г., в возрасте 42 лет. Он принял крещение, очевидно, перед самой смертью (назван в надписи неофитом). Был похоронен в сохранившемся до наших дней саркофаге, помещённом в базилике Св. Петра. Надписи на саркофаге дают основную информацию о Бассе. На саркофаге та же высечены посвящённые ему стихи.
Аммиан Марцеллин дал такую характеристику правлению Басса в городе:
«Время его правления отмечено бурными волнениями, но вообще не случилось ничего примечательного».